# Liste der serbischen Orden und Ehrenzeichen

Serbisches Staatswappen

Diese Liste gibt einen Überblick über die serbischen Orden und Ehrenzeichen.

## Fürstentum
- St-Andreas-Kreuz (1859)
- Takovo-Orden (1865)
- Gedenkmedaille zur Thronbesteigung von Fürst Milan IV. Obrenović (1872)
- Tapferkeitsmedaille im Krieg 1876 (1876)
- Tapferkeitsmedaille (1877)
- Natalien-Orden (1878)
- Ehrenzeichen vom Roten Kreuz (1878)
- Erinnerungsmedaille für die Serbisch-Türkischen Kriege 1876–1878 (1878)
- Medaille für Diensteifer 1877–1878 (1878)

## Königreich
- Takovo-Orden (1865)
- Natalien-Orden (1878)
- Ehrenzeichen vom Roten Kreuz (1878)
- St.-Sava-Orden (1883)
- Orden des Weißen Adlers (1883)
- Erinnerungsmedaille an die Proklamation Serbiens zum Königreich (1883)
- Medaille für soldatische Tugenden (1883)
- Scharfschützenmedaille (1883)
- Medaille für Richtschützen der Feldartillerie (1883)
- Tapferkeitsmedaille aus dem Bulgarienkrieg 1885–1886 (1885)
- Medaille für Diensteifer 1885–1896 (1885)
- Erinnerungskreuz zum Bulgarien-Krieg 1885–1886 (1886)
- Hofmedaille (Serbien) (1888)
- Orden des Heiligen Fürsten Lazar (1889)
- Orden Milosch des Großen (1898)
- Erinnerungsmedaille zum 60. Jahrestag der Königlichen Garde (1898)
- Königin-Draga-Medaille (1902)
- Zivilverdienstmedaille (1902)
- Erinnerungsmedaille an die Rückberufung der Dynastie Karageorgewitsch (1903)
- Orden des Karađorđe-Sterns (1904)
- Tapferkeitsmedaille (1912)
- Erinnerungsmedaille des Balkan-Bundes (1912)
- Erinnerungsmedaille des Serbisch-Türkischen Krieges (1912)
- Tapferkeitsmedaille Miloš Obilić (1913)
- Erinnerungskreuz zum Serbisch-Bulgarischen Krieg  (1913)
- Medaille für Diensteifer 1913 (1913)
- Barmherzigkeitskreuz (1913)
- Medaille für Vaterlandstreue (1920)
- Kriegsmedaille 1914–1918 (1920)

## Republik Serbien
- Orden der Republik Serbien (2009)